# Feuillée (cratère)
Le cratère Feuillée est un cratère lunaire de la face visible de la lune situé à l'est de la Mare Imbrium. Il touche presque au nord-ouest le cratère Beer. Le bord extérieur du cratère Feuillée est circulaire et le cratère a une forme de bol. Le contour est érodé par de nombreux petits craterlets. 
En 1935, l'union astronomique internationale a donné le nom de l'astronome et botaniste français Louis Feuillée à ce cratère.